# St James' Church (Sydney)
St James' Church, ook bekend als St James', King Street, is een Anglicaanse parochiekerk in het centrum van Sydney, Australië. De kerk is in februari 1824 gewijd aan Jakobus de Meerdere.